# Jonathon Simmons
Jonathon Calvin Simmons (ur. 14 września 1989 w Houston) – amerykański koszykarz, występujący na pozycji rzucającego obrońcy.
14 lipca 2017 podpisał umowę z Orlando Magic.
7 lutego 2019 w wyniku wymiany trafił do Philadelphia 76ers.
21 czerwca 2019 trafił do Washington Wizards wraz z prawami do Admirala Schofielda w zamian za zobowiązania gotówkowe. 7 lipca został zwolniony.

## Osiągnięcia
Stan na 8 lipca 2019, na podstawie, o ile nie zaznaczono inaczej.
College
- MVP turnieju Holiday Hoops Classic (2010)
- Zaliczony do I składu:
  - turnieju RAMADA All-College Classic (2012)
  - konferencji WACJAC (2010)
  - Region 5 All-Conference (2009, 2010)

D-League
- Zaliczony od III składu defensywnego D-League (2015)[6]

NBA
- Mistrz ligi letniej NBA (2015)[7]
- MVP spotkania finałowego ligi letniej NBA (2015)[7]
- Uczestnik Rising Stars Challenge (2017)[8]